# IT (미니시리즈)
IT 혹은 그것은 미국의 공포 소설 전문 작가 스티븐 킹의 1986년 원작 소설(IT (소설))을 다룬 1990년 미니시리즈이다. 한국에서는 피의 삐에로로 알려져있다.

## 등장인물
- 팀 커리 - 그것 역
- 리처드 토머스(아역: 조너선 브랜디스)
- 애넷 오툴(아역: 에밀리 퍼킨스)
- 존 리터(아역: 제이 라이언)
- 해리 앤더슨(아역: 세스 그린)
- 데니스 크리스토퍼(아역: 애덤 파라이즐)
- 팀 레이드(아역: 말론 테일러)
- 리처드 마서